# Ислам в Индонезии

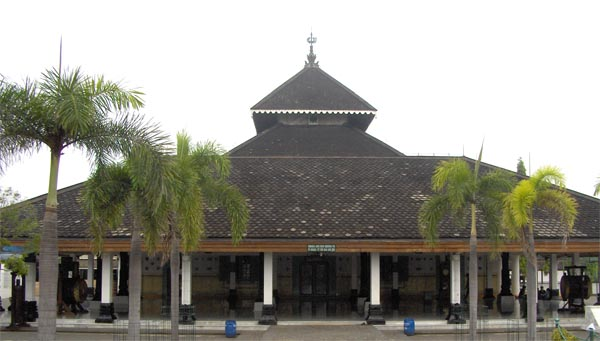
Мечеть Агунг Демак

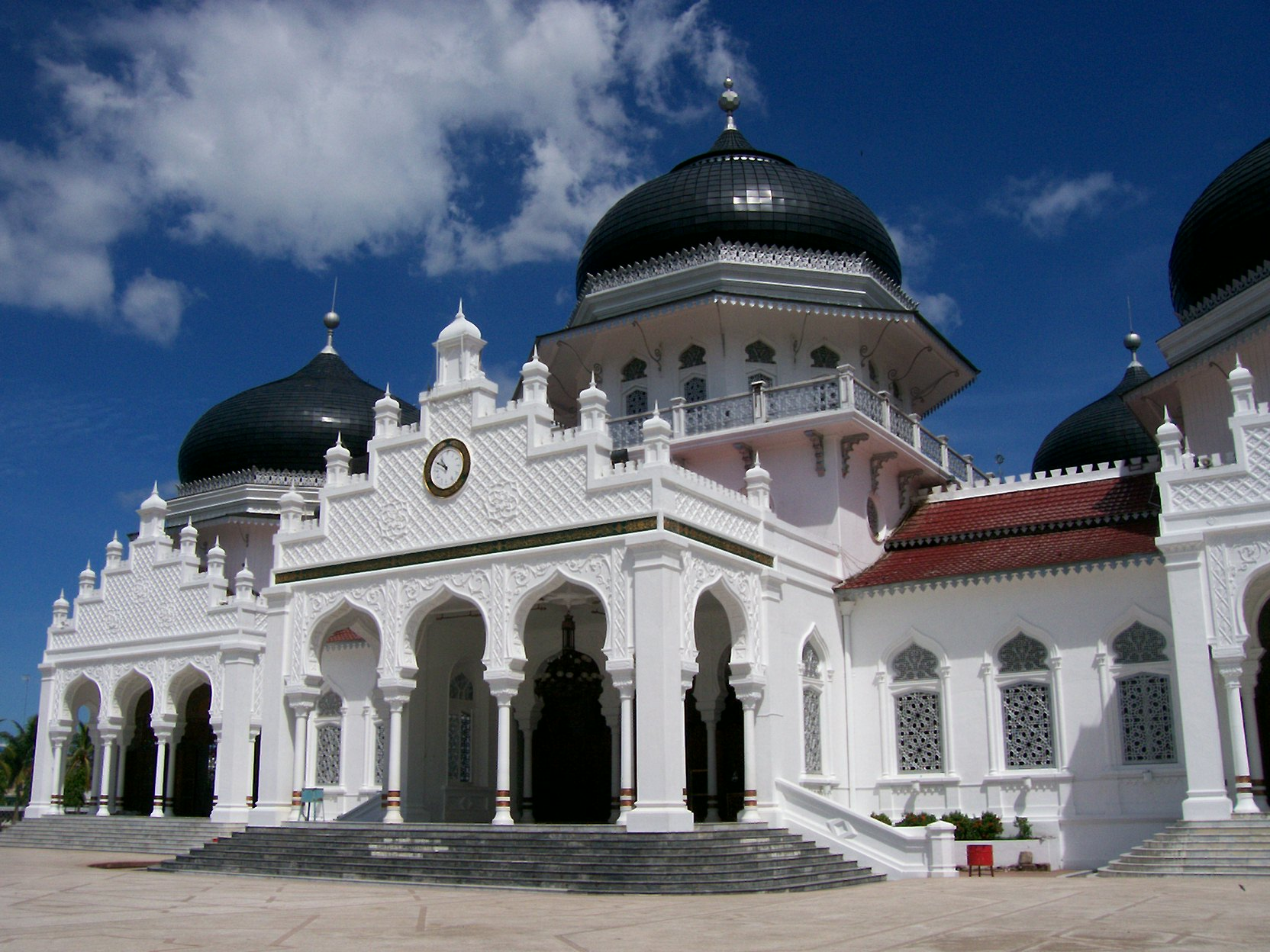
Мечеть Байтуррахман Рая

Ислам является относительно новой и, в настоящее время, преобладающей религией среди современного населения индонезийского архипелага. Его исповедует до 88 % населения страны (около 202 млн чел.), которая в своём современном унитарном виде является продуктом голландской колонизационной политики. Таким образом, республика Индонезия — это самая густонаселённая мусульманская страна мира.

## История
Исторически, население различных островных государств более ранней эпохи исповедовало буддизм, во внутренних районах — анимизм, шаманизм и т. д. Ислам начал активно распространяться среди индонезийских народов в XIII—XV веках, благодаря деятельности арабских и индо-мусульманских купцов и проповедников. В XVI—XIX века распространение ислама, которое проходило с запада на восток архипелага, несколько притормозилось из-за миссионерской деятельности колонизаторов португальцев (католические острова Флорес и Тимор) и голландцев (протестантская Папуа). Вместе с тем исламские институты, успевшие утвердиться на крупных островах (Ява, Суматра), помогали автохтонному населению бороться с жёсткой эксплуатацией голландцев. Демографический взрыв в XX веке, а также трансмиграционная программа привели к резкому росту численности мусульман во всех регионах страны. Степень радикализации мусульманского населения страны различна. Более высока она на западных островах, а также в тех регионах где тлеют конфликты между более старым христианским населением и новоприбывшими мусульманами.
В июле 2012 года в округе Папуа на острове Новая Гвинея прошёл митинг протеста христиан против мусульманского праздника Ураза-байрам, который перетек в нападение на мусульманскую общину. В результате атаки один мусульманин был убит, а 12 получили ранения. Спустя неделю после атаки между христианами и пострадавшими мусульманами состоялось примирение.